# José Duato Gómez-Novella
José Duato Gómez Novella (València, 1925 - 22 de gener de 2016) fou un empresari, químic i polític valencià, fill de José Duato Chapa i pare del dansaire Nacho Duato.
De jovenet fou membre de la Congregació Mariana i vicepresident diocesà de joves d'Acció Catòlica. Es llicencià en química a la Universitat de València, i es perfeccionà en màrqueting i direcció a Brussel·les, Milà i Frankfurt. Durant els anys universitaris va practicar l'atletisme i va assolir el rècord provincial de salt d'altura; també fou detingut en aquells anys per difondre un manifest de Joan de Borbó. Tot i així fou vocal del sector de la seda del Sindicat Nacional Tèxtil. El 1961 fou escollit regidor de l'ajuntament de València pel terç sindical, i durant alguns anys fou diputat de la diputació de València i tinent d'alcalde. Durant la transició espanyola va militar a la Unió del Centre Democràtic i l'agost de 1977 fou nomenat governador civil d'Alacant També fou candidat de la UCD per València a les eleccions generals espanyoles de 1977, però no fou escollit. Durant el seu mandat com a governador hagué d'enfrontar-se a la crisi dels treballadors del sector del calçat i a l'assassinat de Miquel Grau i Gómez per un ultradretà. A finals del juliol de 1979, en imposar-se en la UCD valenciana el sector "socialdemòcrata" de Luis Gamir Casares fou destituït. Aleshores abandonà la política i fou vicedegà del Col·legi Oficial de Químics i vicepresident de l'Associació Nacional de Químics Espanyols.